# Museo gregoriano etrusco
Il Museo Gregoriano Etrusco fa parte dei Musei Vaticani.

## Storia

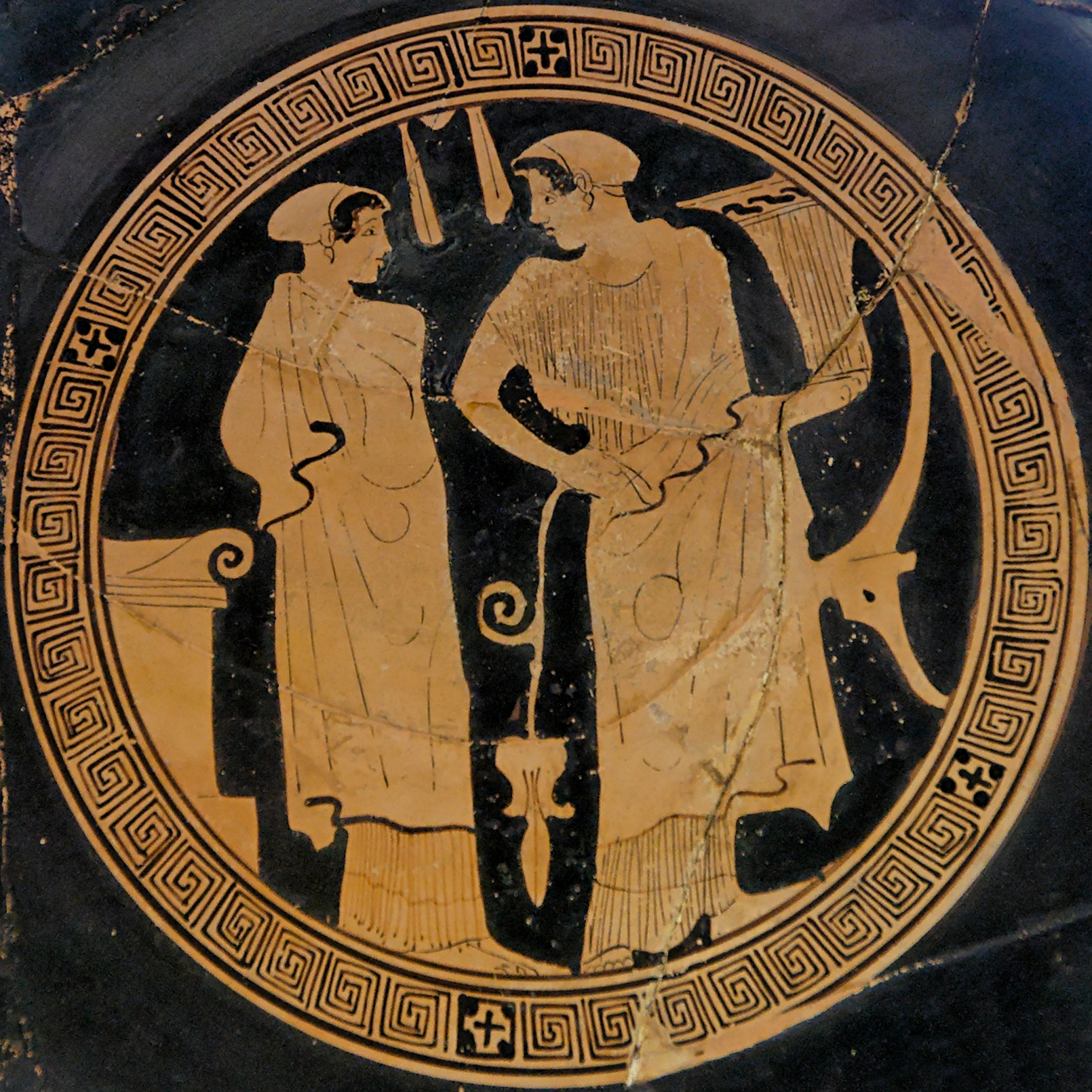
Donna presso un altare. Interno di un vaso attico, risalente al 450 a.C. circa, e proveniente da Vulci

Esso fu fondato da papa Gregorio XVI nel 1836 per raccogliere le opere che all'inizio dell'Ottocento venivano scoperte con scavi archeologici nelle città dell'Etruria che a quell'epoca erano parte dello Stato Pontificio.
Con la scomparsa dello Stato della Chiesa cessarono le acquisizioni sul campo, mentre il museo si arricchì tramite acquisti o donazioni, tra cui quelle di Falcioni nel 1898, di Benedetto e Giacinto Guglielmi nel 1935 e 1987, e di Mario Astarita nel 1967.
Il Museo è disposto su 22 sale ed accoglie opere e manufatti risalenti al IX-I secolo a.C. Esso si trova all'interno del Palazzetto di Innocenzo VIII (della fine del Quattrocento) e di un altro edificio del XVI secolo: in essi sono esposti affreschi di Federico Barocci, Federico Zuccari e del Pomarancio.

## Galleria fotografia

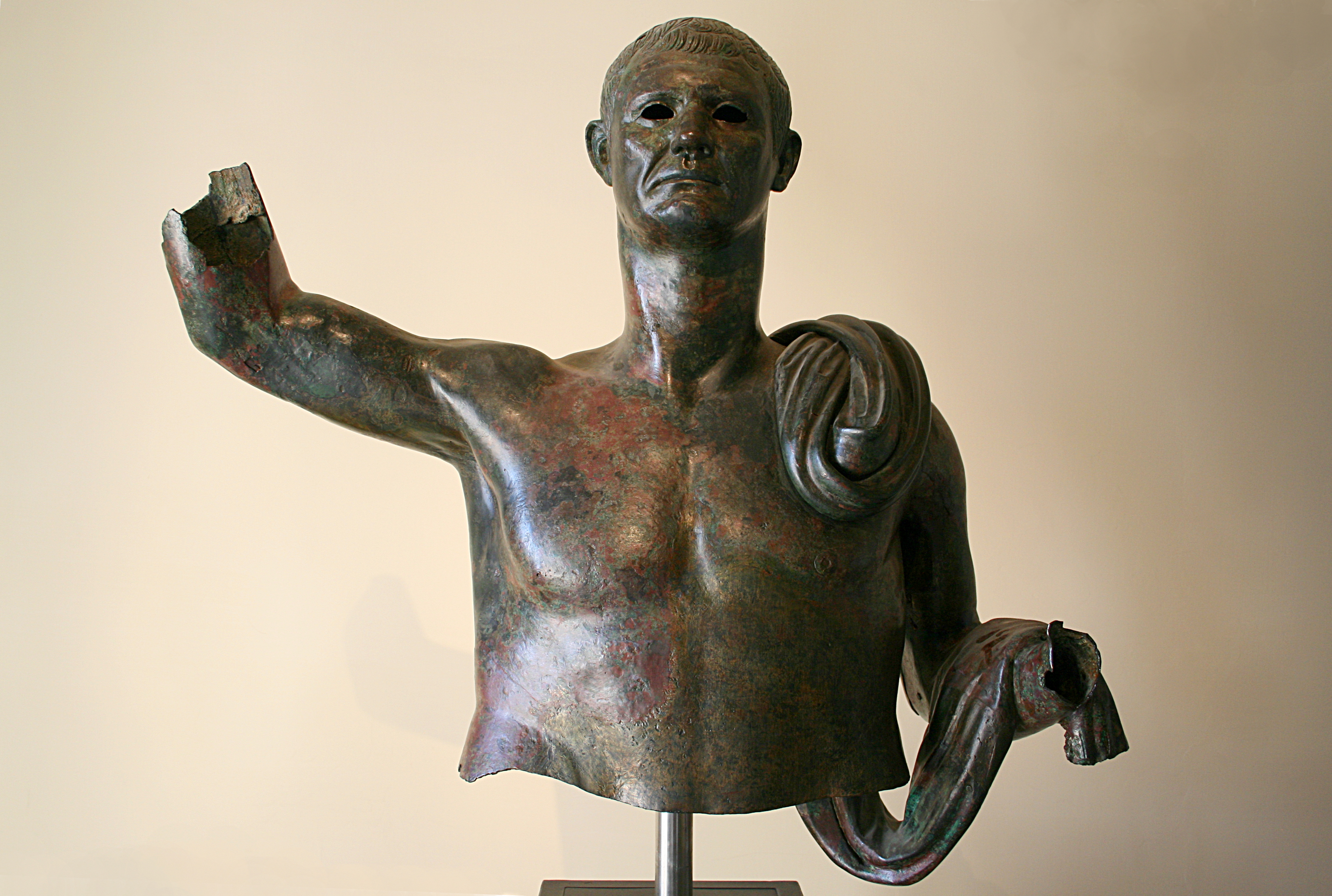
Statue virile etrusca.
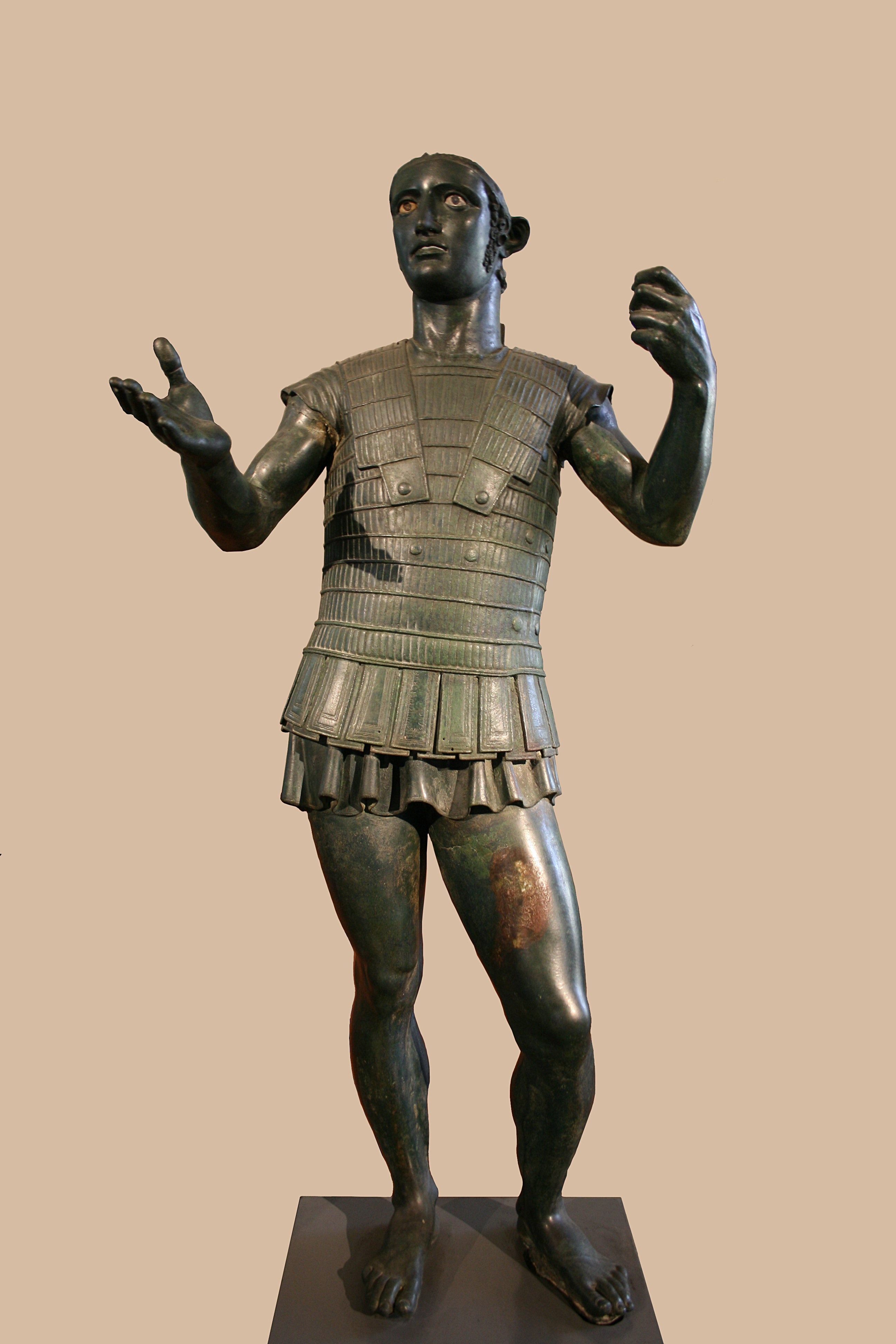
Il celebre Marte di Todi.
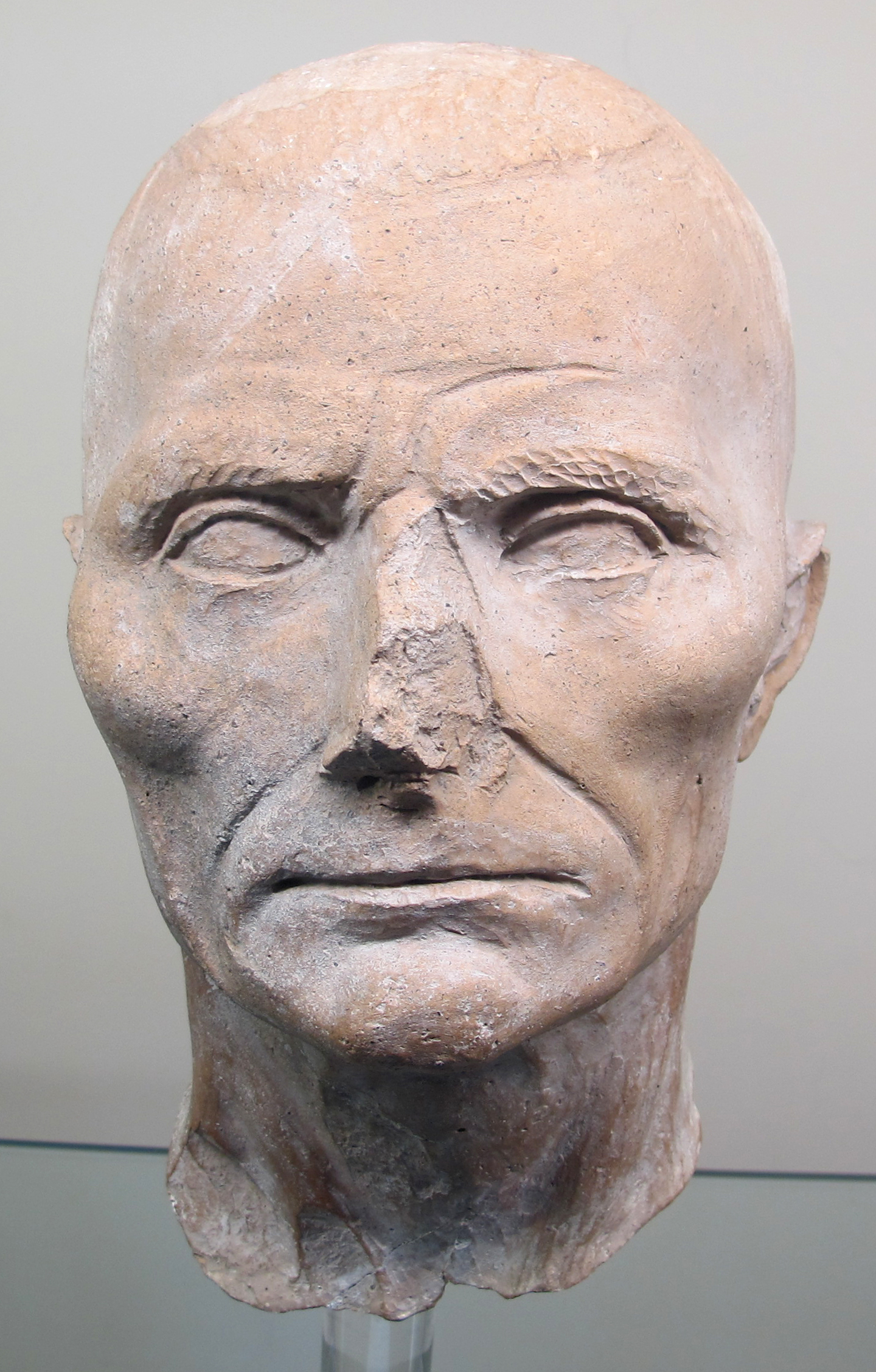
Testa maschile etrusca di statua votiva, da Cerveteri.
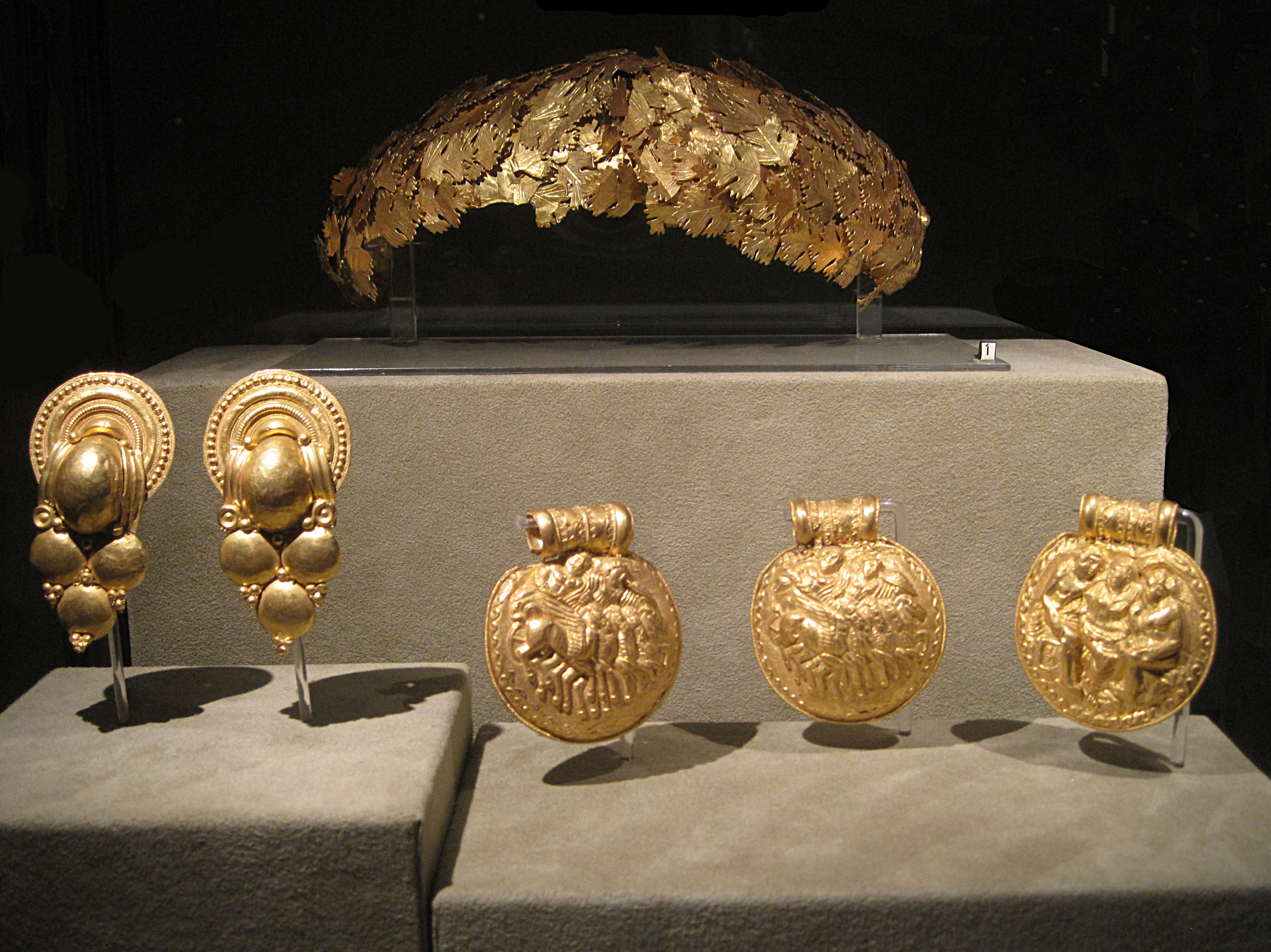
Corona e gioielli etruschi da Vulci.
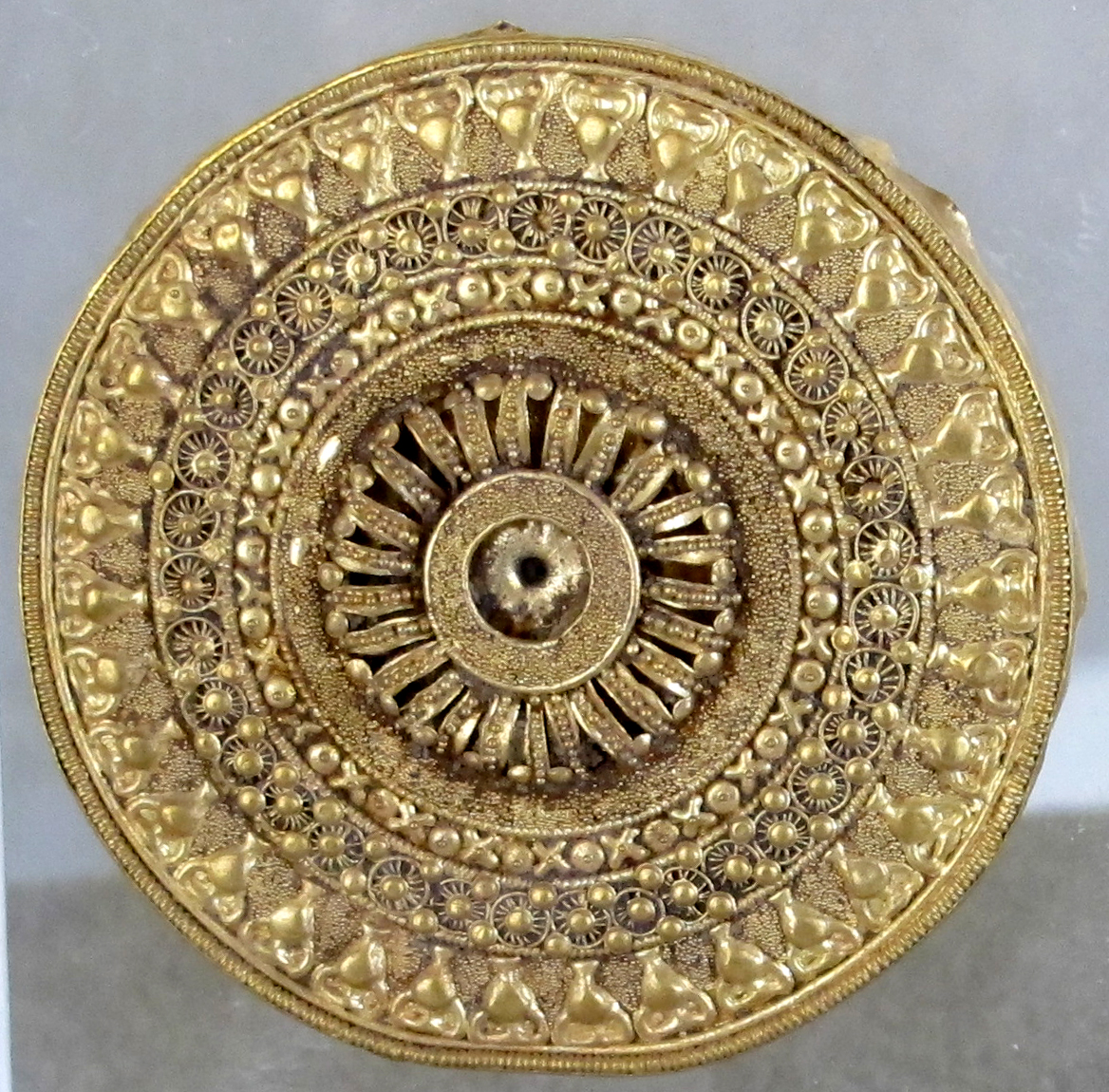
Placca etrusca in oro.
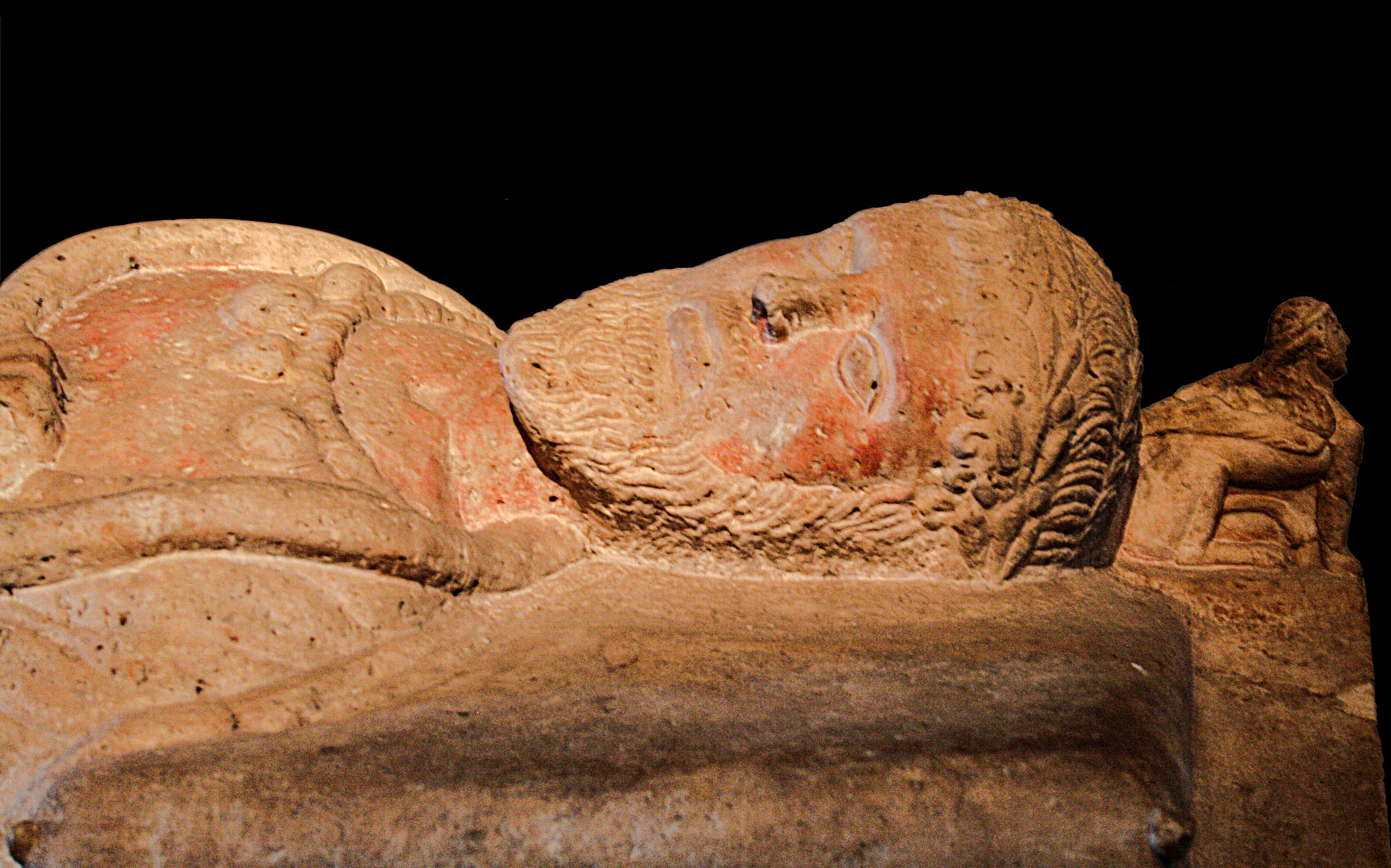
Sarcofago etrusco.
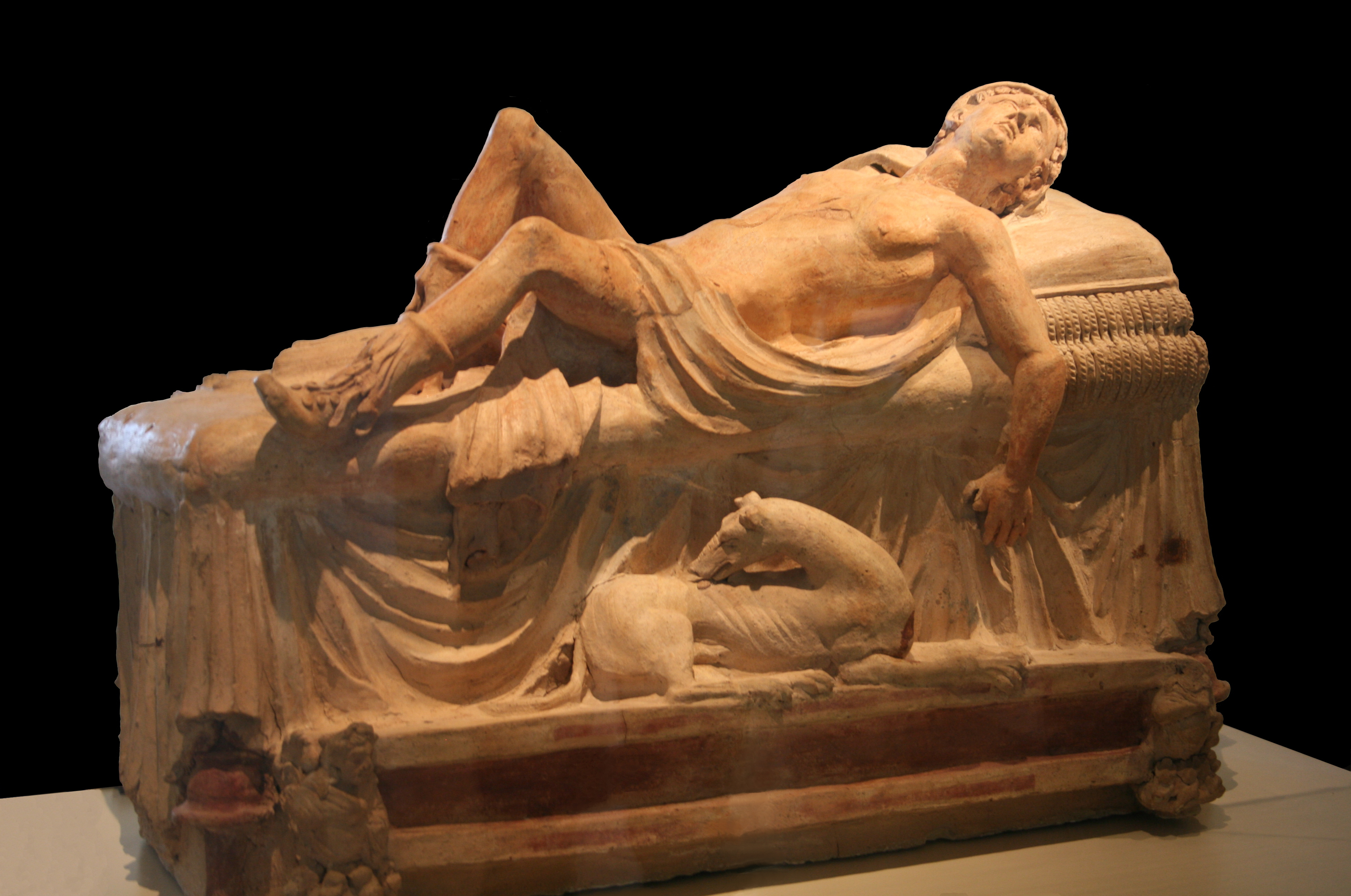
Adone morente.
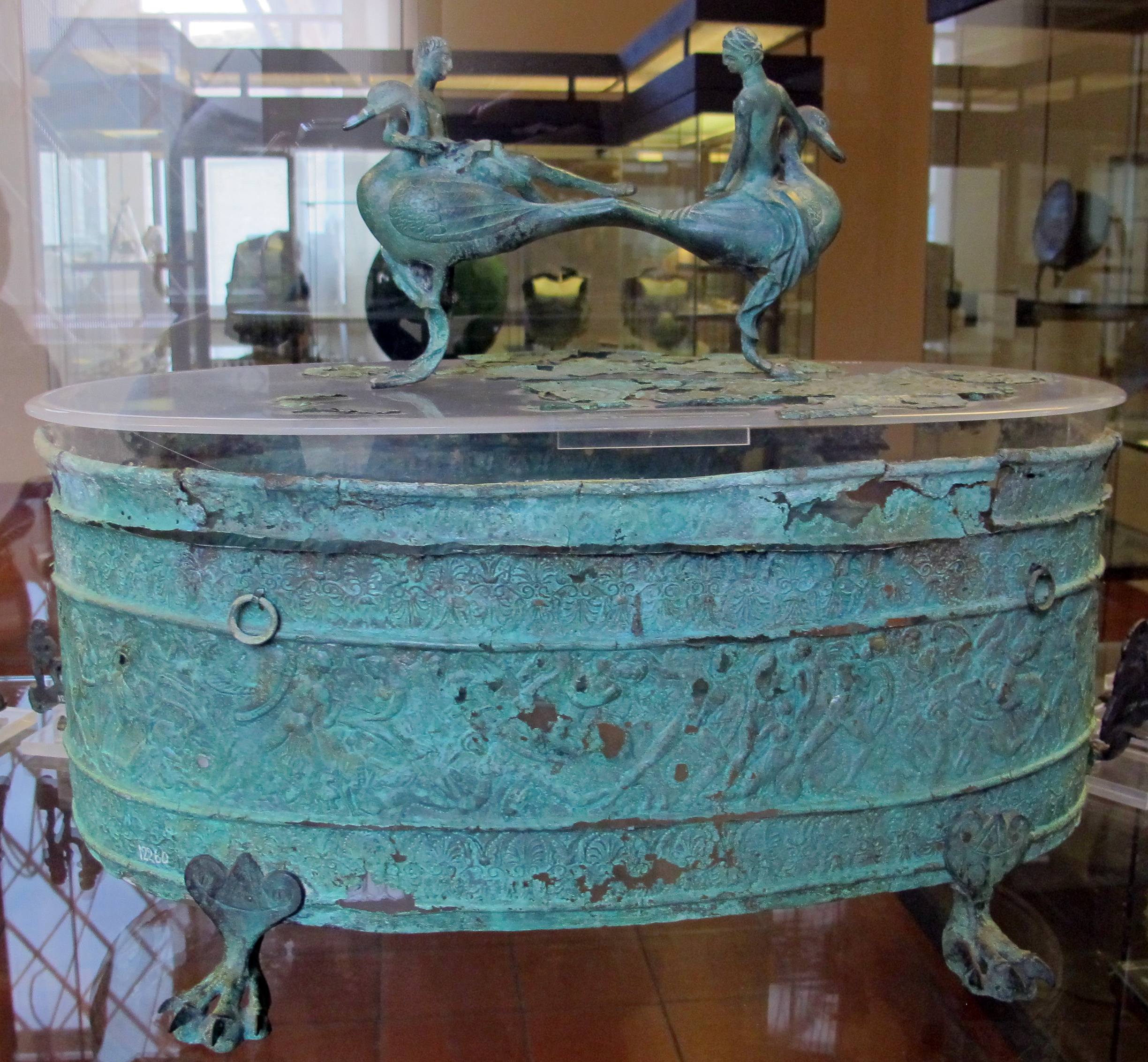
Grande cista ovale con amazzonomachia da Vulci.
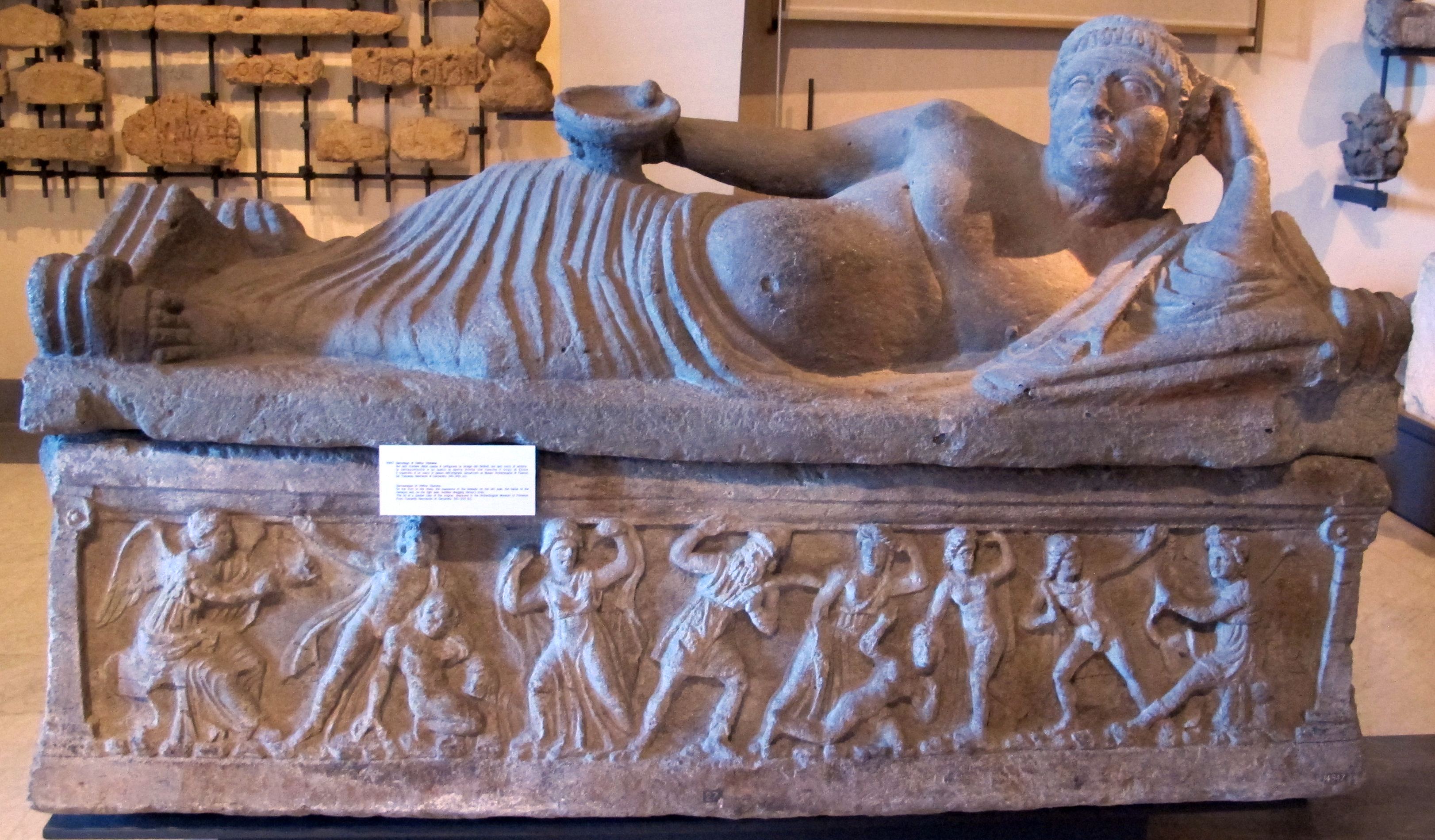
Sarcofago di Velthur Vipinana.
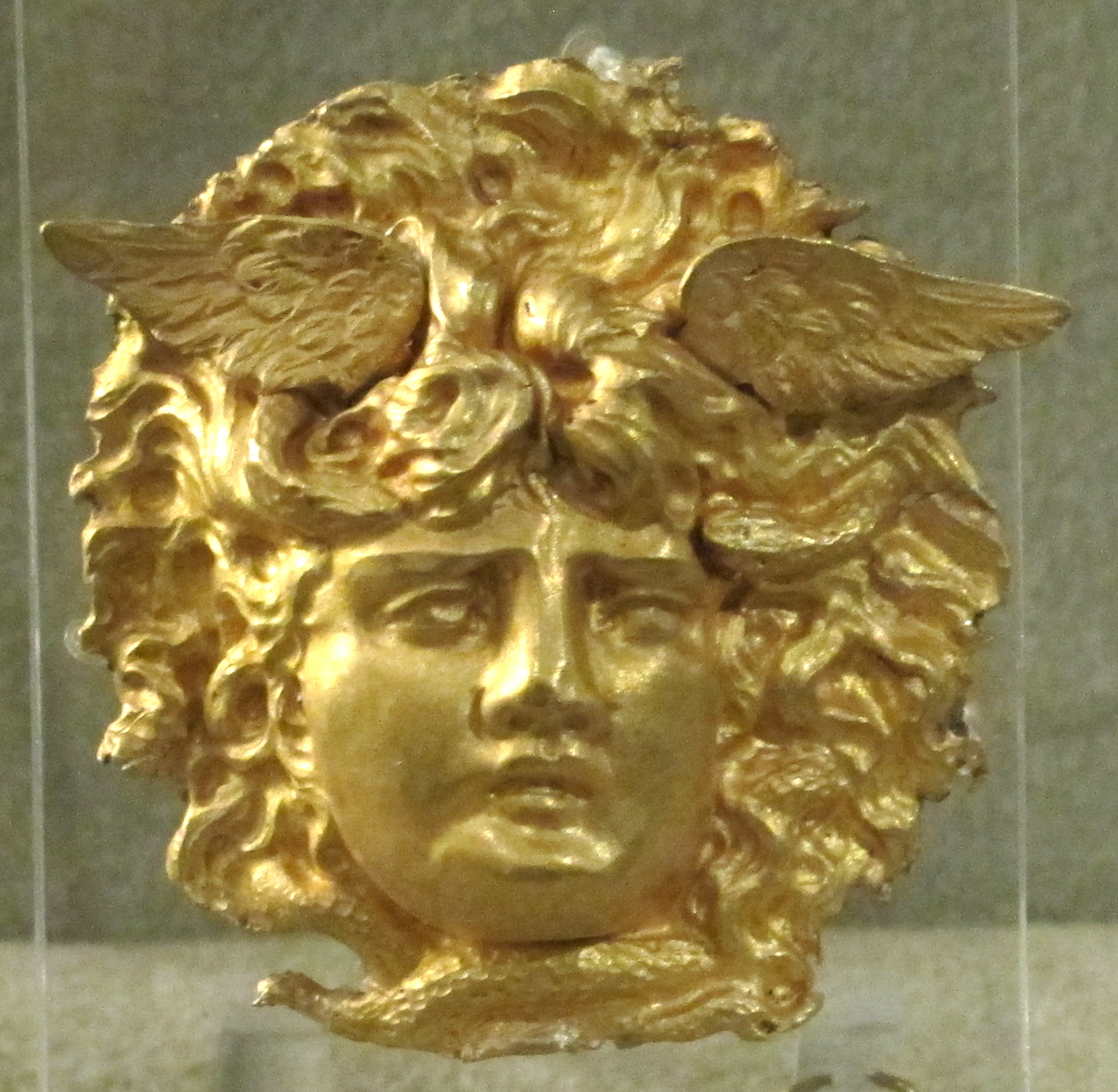
Testa di medusa in oro.
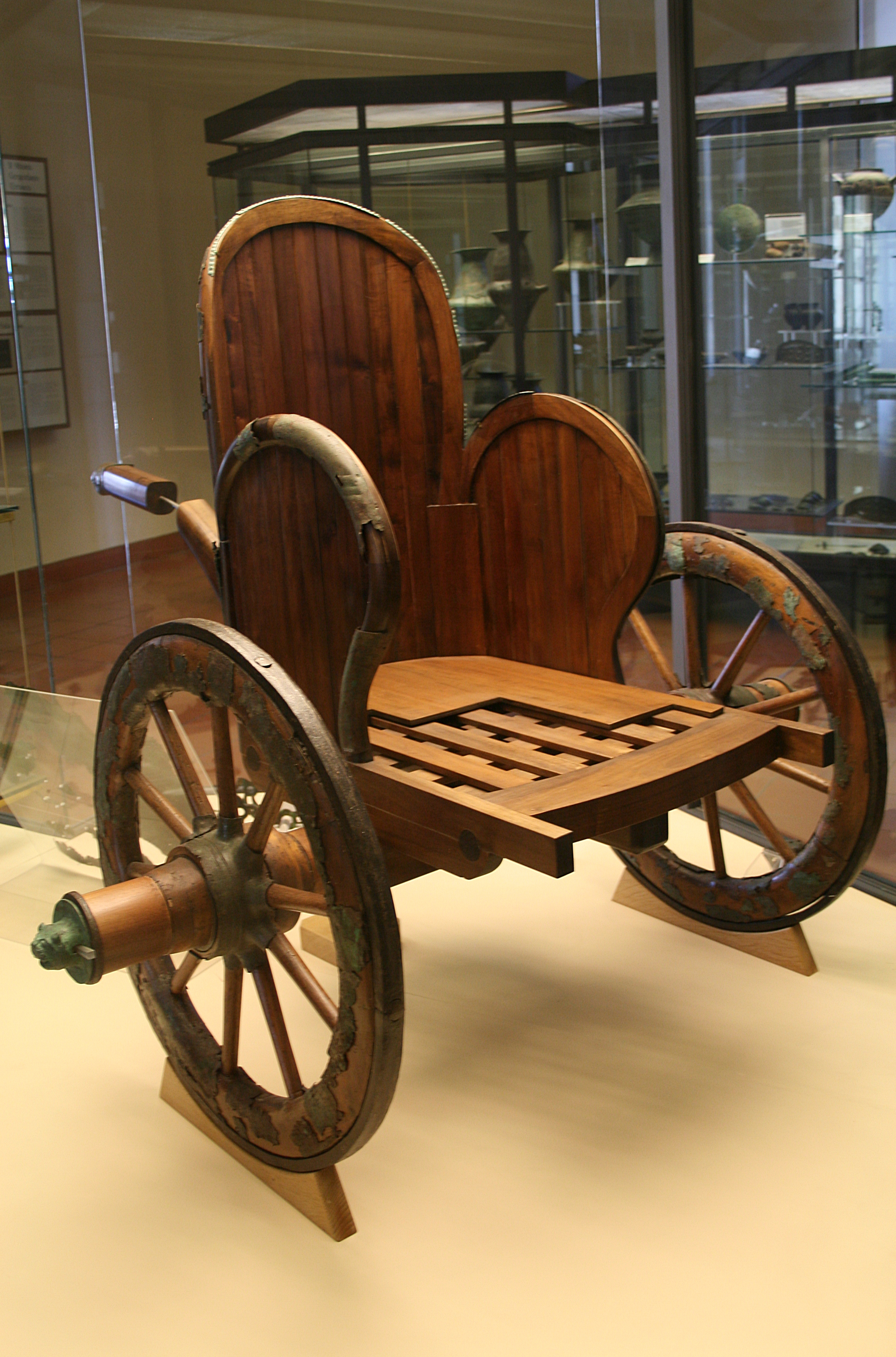
Biga arcaica.
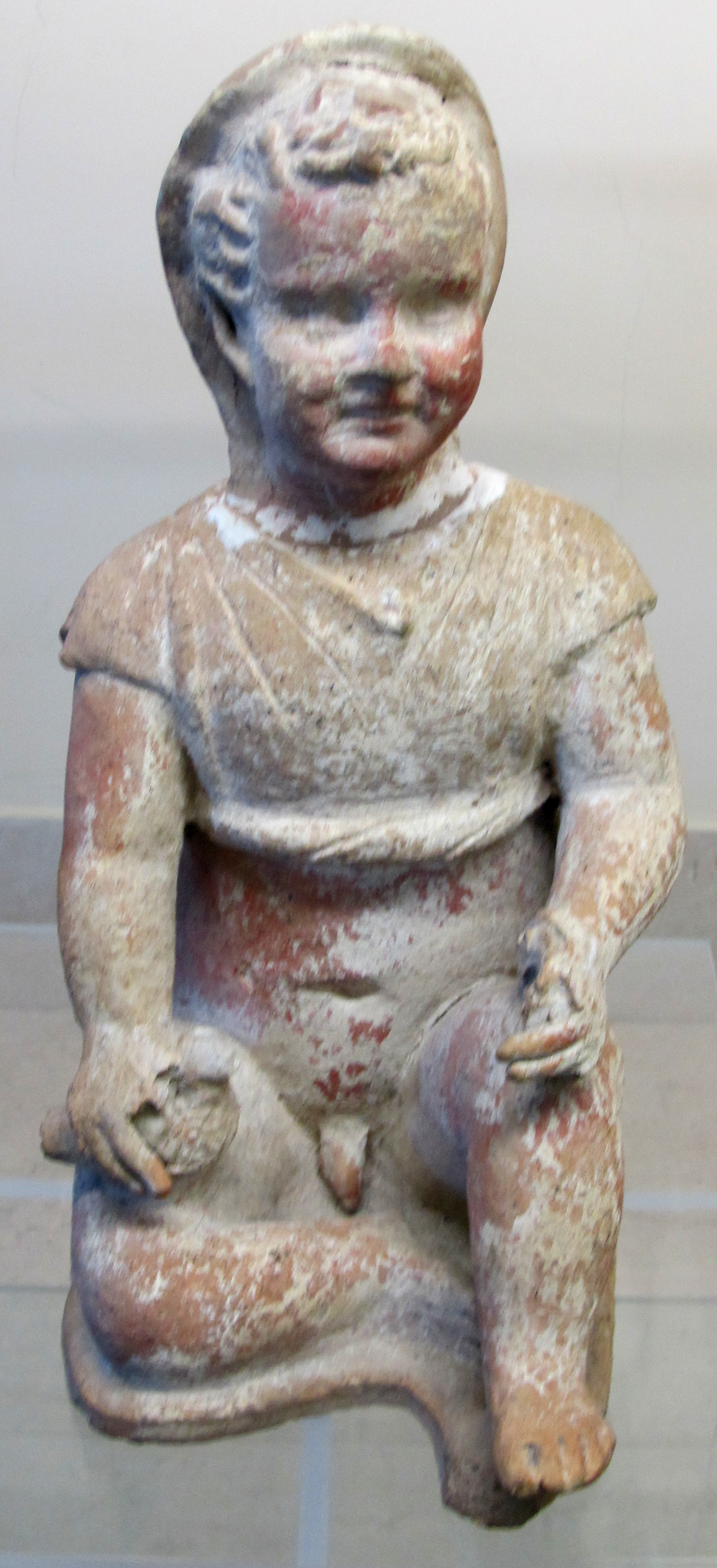
Statua di bambino etrusco da Cerveteri, III-II sec ac..